# NGC 4632
NGC 4632 este o galaxie spirală situată în constelația Fecioara. A fost descoperită în 22 februarie 1784 de către William Herschel. Se află la o distanță de 13,93 megaparseci de Pământ.